# District de Pristina
Le district de Pristina (en albanais : Rajoni i Prishtinës ; en serbe cyrillique : Приштински округ ; en serbe latin : Prištinski okrug) est une subdivision administrative du Kosovo. Selon le recensement kosovar de 2011, il compte 477 312 habitants. Le centre administratif du district est la ville de Prishtinë/Priština (en français : Pristina).
Selon le découpage administratif de la Serbie, le district kosovar fait partie du district de Kosovo. La commune/municipalité de Gračanica/Graçanicë, tout comme le district, n'est pas reconnue par la Serbie.

## Communes/Municipalités
| Nom                       | Superficie (en km2) | Population 1991 | Population 2011 |
| ------------------------- | ------------------- | --------------- | --------------- |
| Fushë Kosovë/Kosovo Polje | 83                  | 33 921          | 34 827          |
| Gllogoc/Glogovac          | 290                 | 53 618          | 58 531          |
| Gračanica/Graçanicë       | 131                 | 16 381          | 10 675          |
| Lipjan/Lipljan            | 422                 | 64 077          | 57 605          |
| Novobërdë/Novo Brdo       | 204                 | 11 811          | 6 729           |
| Obiliq/Obilić             | 105                 | 31 627          | 21 549          |
| Podujevë/Podujevo         | 663                 | 92 946          | 88 499          |
| Pristina                  | 572                 | 190 296         | 198 897         |
| Total                     | 2 470               | 494 677         | 477 312         |

## Démographie

### Évolution historique de la population
| 1948    | 1953    | 1961    | 1971    | 1981    | 1991    | 2011    |
| ------- | ------- | ------- | ------- | ------- | ------- | ------- |
| 159 610 | 180 160 | 221 224 | 297 409 | 390 240 | 494 677 | 477 312 |

|  |

### Répartition de la population par nationalités (2011)
En 2011, les Albanais représentaient 94,49 % de la population, les Serbes 2,49 % et les Ashkalis 1,46 %.